# أرقنه
أرقنه هي قرية في مقاطعة هشترود، إيران. عدد سكان هذه القرية هو 432 في سنة 2006.